# Мильки (Витебская область)
Мильки (бел. Мількі) — агрогородок в Браславском районе Витебской области Беларуси. Входит в состав Тетерковского сельсовета.

## География
Агрогородок находится в западной части Витебской области, к северо-востоку от озера Густаты (Густата), при автодороге Н-2103, на расстоянии приблизительно 19 километров (по прямой) к юго-востоку от города Браслав, административного центра района. Абсолютная высота — 171 метр над уровнем моря. Площадь населённого пункта — 1,7988 км².

## История
По состоянию на 1905 год, в Иодской волости Дисненского уезда Виленской губернии имелось четыре населённых пункта с название Мильки: имение Мильки (Трояновских, 26 жителей), имение Мильки (Трояновских, 43 жителя), имение Мильки (князей Гедройцев, 11 жителей) и фольварк Мильки (Незабытовской, 38 жителей).
В 1921 году фольварки Мильки I (23 жителя), Мильки II (12 жителей), Мильки III (41 житель) и Мильки IV (35 жителей) входили в состав гмины Йоды Дисенского повета Виленского воеводства Второй Польской республики. В этническом составе населения того периода преобладали поляки, в конфессиональном составе — католики.

## Население
По данным переписи 2019 года, в агрогородке проживало 203 человека.
| Год  | Население, человек |
| ---- | ------------------ |
| 2009 | 230                |
| 2019 | ↘ 203              |